# Riechberg
Riechberg ist ein Ortsteil von Hainichen im Landkreis Mittelsachsen in Sachsen. Er wurde am 1. Januar 1994 eingemeindet.

## Geographie

### Geographische Lage
Riechberg liegt südöstlich der Stadt Hainichen am Riechberger Bach, einem Zufluss der Großen Striegis. Zu Riechberg gehört die nördlich gelegene Siedlung Hammermühle und die südöstlich gelegene Siedlung Siegfried.

### Nachbarorte
| Cunnersdorf | Mobendorf                                   | Langhennersdorf |
| Eulendorf   | Kompassrose, die auf Nachbargemeinden zeigt | Bräunsdorf      |
| Bockendorf  | Wingendorf                                  | Siegfried       |

## Geschichte
Das Waldhufendorf Riechberg wurde im Jahr 1428 als „Reichberg“ erwähnt. Der Ort entstand jedoch schon in der Zeit um 1150 bis 1162. Riechberg gehörte ursprünglich zum Besitz des Klosters Altzella. Nach der Säkularisation des Altzellaer Klosterbesitzes im Jahr 1540 kam der Ort zum neu gegründeten wettinischen Amt Nossen. Südöstlich von Riechberg wurde im 18. und 19. Jahrhundert Bergbau betrieben. 1715 entstand die erste Fundgrube mit dem Namen Siegfried, welche dieser Siedlung den Namen Siegfried gab. Da sie in Riechberger Flur lag, wurde sie auch als „Riechberger Siegfried“ bezeichnet. Bergbau wurde in Siegfried bis 1864 betrieben. Nördlich von Riechberg ist seit 1791 die Hammermühle belegt, in welcher sich 1875 eine Spinnerei befand.
Riechberg mit den Siedlungen Siegfried und Hammermühle gehörte bis 1856 als Amtsdorf zum kursächsischen bzw. königlich-sächsischen Amt Nossen. Kirchlich ist der Ort seit jeher nach Bockendorf gepfarrt. Ab 1856 gehörte Riechberg zum Gerichtsamt Hainichen und ab 1875 zur Amtshauptmannschaft Döbeln, welche 1939 in Landkreis Döbeln umbenannt wurde.
Mit der ersten Kreisreform in der DDR kam die Gemeinde Riechberg im Jahr 1950 zunächst zum Landkreis Flöha. Mit der zweiten Kreisreform in der DDR wurde sie im Jahr 1952 dem Kreis Hainichen im Bezirk Chemnitz (1953 in Bezirk Karl-Marx-Stadt umbenannt) angegliedert. Seit 1990 gehörte Riechberg zum sächsischen Landkreis Hainichen, der 1994 im Landkreis Mittweida und 2008 im Landkreis Mittelsachsen aufging. Am 1. Januar 1994 wurde Riechberg nach Hainichen eingemeindet.